# Baltimore Ravens
O Baltimore Ravens é um time profissional de futebol americano baseado em Baltimore, Maryland. Os Ravens competem na National Football League (NFL) como um clube membro da divisão norte da American Football Conference (AFC). A equipe joga seus jogos em casa no M&T Bank Stadium e está sediada em Owings Mills.
Os Ravens foram fundados em 1996, quando Art Modell, então dono do Cleveland Browns, anunciou planos de transferir a franquia de Cleveland para Baltimore. Como parte de um acordo entre a liga e a cidade de Cleveland, Modell foi obrigado a deixar a história e os registros dos Browns em Cleveland para uma equipe de substituição que assumiria o controle em 1999. Em troca, ele foi autorizado a levar sua equipe própria para Baltimore, onde esse pessoal formaria então uma equipe de expansão.
Os Ravens se classificaram para os playoffs da NFL dez vezes desde 2000, com duas vitórias no Super Bowl (Super Bowl XXXV e Super Bowl XLVII), dois títulos do Campeonato AFC (2000 e 2012), 15 vitórias nos playoffs e cinco títulos da Divisão Norte da AFC (2003, 2006, 2011 e 2012, 2018), e atualmente são a única equipe na NFL a ter um recorde perfeito em várias aparições no Super Bowl e Dia de Ação de Graças.
A organização Ravens foi liderada pelo gerente geral Ozzie Newsome desde 1996 e teve três treinadores principais: Ted Marchibroda, Brian Billick e John Harbaugh. Com uma unidade defensiva recordista em sua temporada de 2000, a equipe estabeleceu uma reputação de contar com um forte jogo defensivo, liderado por jogadores como o linebacker Ray Lewis, que, até sua aposentadoria, era considerado o "rosto da franquia". A equipe é de propriedade de Steve Bisciotti e avaliada em US $ 2,5 bilhões, tornando os Ravens a 27ª franquia esportiva mais valiosa do mundo.

## História

### Nome do time
O nome "Ravens" foi inspirado no poema de Edgar Allan Poe, The Raven que passou a primeira parte de sua carreira em Baltimore e está enterrado lá. O nome foi escolhida em uma competição de fãs que atraiu 33.288 eleitores. Como o Baltimore Sun relatou na época, os fãs também "gostaram da ligação com os outros pássaros da cidade, os Orioles, e acharam fácil visualizar um pássaro preto duro e ameaçador".

### Anteriormente
Após a controvertida transferência dos Colts para Indianápolis, várias tentativas foram feitas para trazer uma equipe da NFL de volta a Baltimore. Em 1993, antes da expansão da liga de 1995, a cidade foi considerada favorita, atrás apenas de St. Louis, para receber uma das duas novas franquias. Autoridades da liga e proprietários de equipes temiam litígios devido a conflitos entre grupos de concorrentes rivais se St. Louis recebesse uma franquia, e em outubro Charlotte na Carolina do Norte, foi a primeira cidade escolhida. Várias semanas depois, a oferta de Baltimore por uma franquia - apelidada de Baltimore Bombers, em homenagem ao bombardeiro Martin B-26 Marauder produzido localmente - tinha três grupos de proprietários e um pacote financeiro estatal que incluía um estádio proposto de US $ 200 milhões. e permissão para cobrar até US $ 80 milhões em taxas de licença de assento pessoal. Baltimore, no entanto, foi inesperadamente preterida em favor de Jacksonville na Flórida, apesar do pequeno status de mercado de TV de Jacksonville e de a cidade ter se retirado da disputa no verão, apenas para retornar ao pedido do então comissário Paul Tagliabue.
Embora os oficiais da liga tenham negado que qualquer cidade tenha sido favorecida, foi relatado que Taglibue e seu amigo de longa data, Washington Kent Cooke, fizeram lobby contra Baltimore devido a sua proximidade com Washington, DC, e que Taglibue usou o sistema de votação inicial para impedir que a liga vote na oferta de Baltimore. Isso levou à indignação pública e ao Baltimore Sun que descreveu Taglibue como tendo uma política de "Qualquer um além de Baltimore". O governador de Maryland, William Donald Schaefer, disse depois que Taglibue o ligou e fez elogios a Baltimore enquanto trabalhavam nos bastidores para se opor à candidatura.
Em maio de 1994, o proprietário do Baltimore Orioles, Peter Angelos, havia reunido um novo grupo de investidores, incluindo o autor Tom Clancy, para concorrer em equipes cujos proprietários haviam manifestado interesse em se mudar. Angelos encontrou um parceiro em potencial na Georgia Frontiere, que estava aberto para transferir os Rams de Los Angeles para Baltimore. Jack Kent Cooke se opôs ao movimento, com a intenção de construir o novo estádio dos Redskins em Laurel, Maryland, perto o suficiente de Baltimore para esfriar o interesse externo em trazer uma nova franquia. Isso levou a discussões acaloradas entre Cooke e Angelos, que acusaram Cooke de ser um "vendedor de tapetes". A liga eventualmente convenceu o presidente dos Rams, John Shaw, a se mudar para St. Louis, o que levou a um boato de que Tagliabue estava novamente afastando o interesse de Baltimore, uma alegação que Tagliabue negou. Em resposta à raiva em Baltimore, incluindo a ameaça do governador Schaefer de anunciar em alto-falantes a localização exata de Tagliabue em Camden Yards a qualquer momento que comparecesse a um jogo de Baltimore Orioles, Tagliabue comentou o pacote financeiro de Baltimore: "Talvez (Baltimore) possa abrir outro museu com esse dinheiro " Depois disso, Angelos fez uma tentativa malsucedida de US $ 200 milhões para trazer o Tampa Bay Buccaneers para Baltimore.
Não conseguindo obter uma franquia através da expansão, a cidade, apesar de ter "dúvidas", se voltou para a possibilidade de obter o Cleveland Browns, cujo proprietário Art Modell estava lutando financeiramente e em desacordo com a cidade de Cleveland sobre melhorias necessárias para o estádio da equipe .

### Equipe de expansão

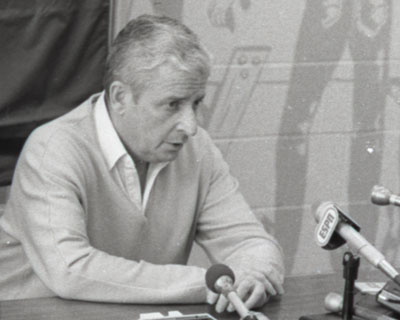
Art Modell mudou os Browns para Baltimore e permaneceu o dono dos Ravens até 2003.

Atraído pelos fundos disponíveis de Baltimore para um estádio de primeira classe e um subsídio operacional anual prometido de US $ 25 milhões, Modell anunciou em 6 de novembro de 1995 sua intenção de transferir a equipe de Cleveland para Baltimore no ano seguinte. A controvérsia resultante terminou quando os representantes de Cleveland e da NFL chegaram a um acordo em 8 de fevereiro de 1996. Tagliabue prometeu à cidade de Cleveland que uma equipe da NFL estaria localizada em Cleveland, seja por relocação ou expansão, "no máximo em 1999". Além disso, o acordo estipulava que o nome, as cores, o design uniforme e os registros de franquia dos Browns permaneceriam em Cleveland. A equipe de Baltimore do Modell, apesar de manter todos os contratos atuais com os jogadores, apareceria, para fins de história do time, como uma equipe de expansão e uma nova franquia. Nem todos os jogadores e funcionários fariam a mudança para Baltimore, no entanto.
Após a mudança, Modell contratou Ted Marchibroda como treinador principal de sua nova equipe em Baltimore. Marchibroda já era bem conhecido por causa de seu trabalho como treinador do Baltimore Colts durante os anos 1970 e o Indianapolis Colts durante o início dos anos 90. Ozzie Newsome, o tight end dos Browns por muitas temporadas, juntou-se a Modell em Baltimore como diretor de operações de futebol. Mais tarde ele foi promovido a vice-presidente / gerente geral.
O estádio para as duas primeiras temporadas dos Ravens foi o Baltimore's Memorial Stadium, campo do Baltimore Colts e do Baltimore Stallions anos antes. Os Ravens se mudaram para o seu próprio estádio ao lado de Camden Yards em 1998. O estádio usaria posteriormente os nomes PSI Net Stadium e M&T Bank Stadium.

### Os primeiros anos e a era de Ted Marchibroda (1996-1998)

#### 1996
No Draft de 1996, os Ravens, com duas escolhas na primeira rodada, selecionaram o offensive tackle, Jonathan Ogden no 4º lugar e o linebacker Ray Lewis no 26º lugar. Tanto Ogden quanto Lewis jogaram pelos Ravens por toda sua carreira profissional e foram ambos introduzidos no Hall da Fama do Pro Football.

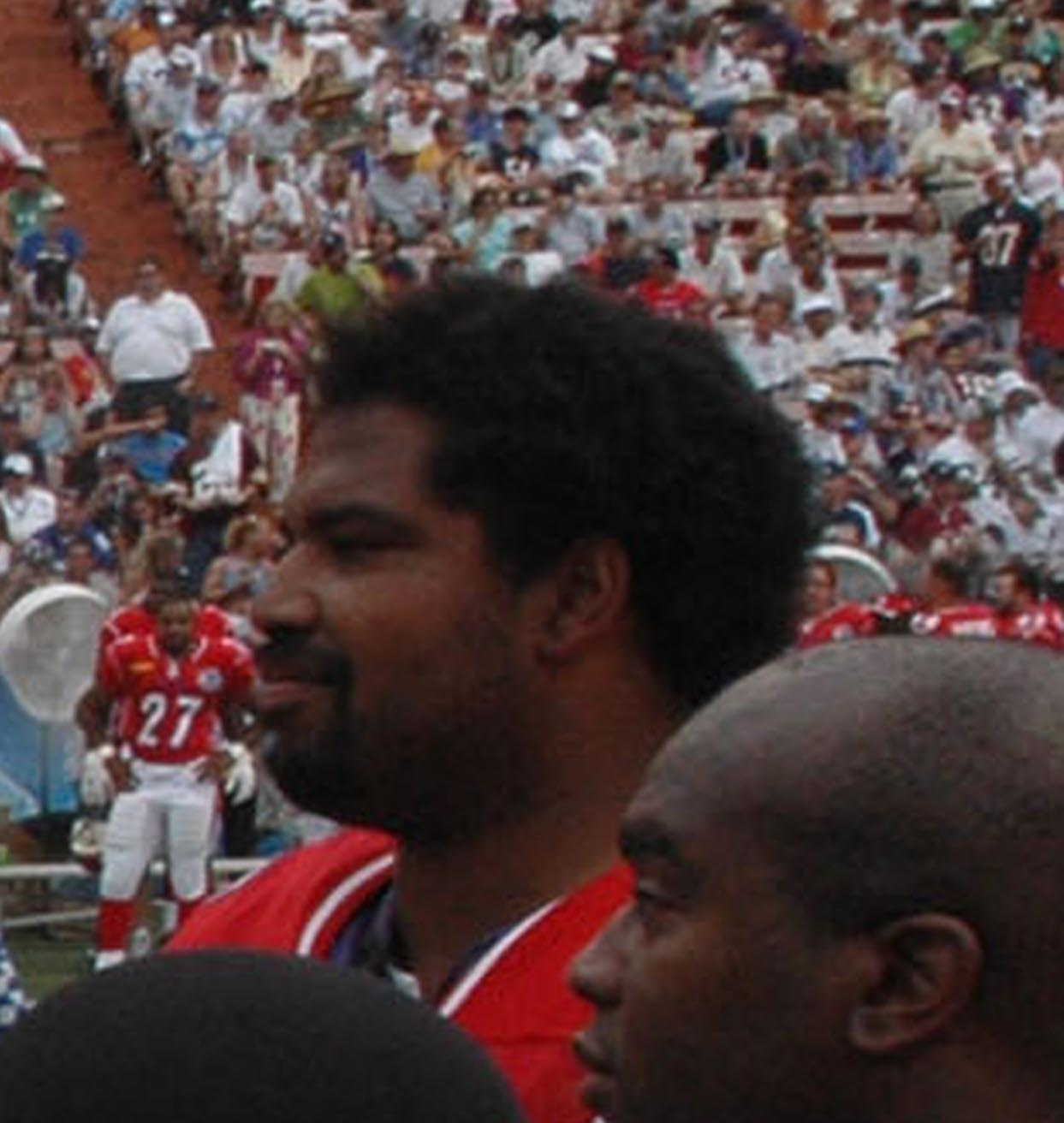
Jonathan Ogden no Pro Bowl de 2006. Ogden jogou como offensive tackle nos Ravens de 1996 a 2007 e foi eleito para o Hall da Fama em 2013.

Os Ravens de 1996 venceram seu jogo de abertura contra o Oakland Raiders, mas terminaram a temporada com um recorde de 4-12.

#### 1997
Os Ravens de 1997 começaram com 3-1. Peter Boulware, um defensor novato vindo da Universidade do Estado da Flórida, registrou 11,5 sacks e foi nomeado o Novato Defensivo do Ano da AFC. A equipe terminou a temporada com um recorde de 6–9–1.
Em 26 de outubro, a equipe fez sua primeira viagem a Landover, Maryland, para jogar contra seus novos rivais regionais, o Washington Redskins, pela primeira vez na temporada regular, no novo Jack Kent Cooke Stadium (substituindo o ainda parado RFK Stadium em Washington, DC). Os Ravens venceram o jogo por 20-17.

#### 1998
Na temporada de 1998, o Quarterback Vinny Testaverde partiu para o New York Jets e foi substituído pelo ex-Indianapolis Colts, Jim Harbaugh, e mais tarde Eric Zeier.
Os Ravens terminaram 1998 com um recorde de 6-10. Em 29 de novembro, os Ravens receberam os Colts em sua volta a Baltimore pela primeira vez em 15 anos. Em meio a uma chuva de vaias em direção aos Colts, os Ravens, com Jim Harbaugh como quarterback, venceram por 38-31.

### Era Brian Billick e primeira vitória no Super Bowl (1999–2007)

#### 1999

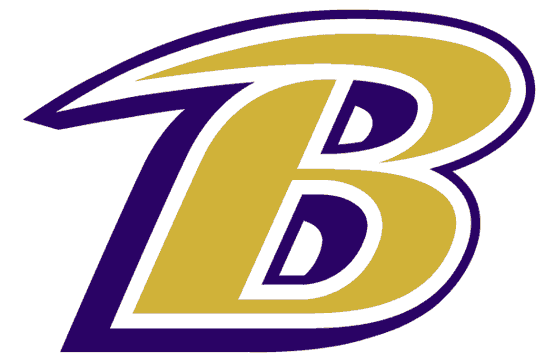
Logotipo de Baltimore

As três temporadas perdedoras consecutivas sob o comando de Marchibroda levaram a uma mudança e Brian Billick assumiu como treinador em 1999.
O quarterback Tony Banks veio para Baltimore vindo do St. Louis Rams e teve a melhor temporada de sua carreira com 17 passes para touchdown e um rating de 81,2. Ele foi acompanhado pelo receptor Qadry Ismail, que teve uma temporada de 1.000 jardas. Os Ravens inicialmente teve um recorde de 4-7, mas melhorou e conseguiu terminar com um recorde de 8-8.
Devido às dificuldades financeiras contínuas da organização, a NFL tomou um movimento incomum e ordenou a Modell para iniciar o processo de venda da franquia. Em 27 de março de 2000, os proprietários da NFL aprovaram a venda de 49% dos Ravens para Steve Bisciotti. No acordo, Bisciotti tinha a opção de comprar os 51% restantes por US $ 325 milhões em 2004 de Art Modell. Em 9 de abril de 2004, a NFL aprovou a compra da participação majoritária do clube por Steve Bisciotti.

#### 2000: campeões do Super Bowl XXXV
O quarterback Tony Banks compartilhou o tempo de jogo na temporada regular de 2000 com Trent Dilfer. Ambos os jogadores tiveram números decentes (a temporada de 1.364 jardas do novato Jamal Lewis também ajudou), mas a defesa se tornou a marca da equipe e salvou o ataque em muitas ocasiões durante a temporada. Ray Lewis foi nomeado o Jogador Defensivo do Ano. Dois de seus colegas da equipe defensiva, Sam Adams e Rod Woodson, foram para o Pro Bowl.
A temporada de Baltimore começou forte com um recorde de 5-1. Mas a equipe enfrentou dificuldades no meio da temporada, em um momento em que passou cinco jogos sem marcar um touchdown ofensivo. A equipe se reagrupou e venceu cada um dos seus últimos sete jogos, terminando com um recorde de 12-4 e indo para os playoffs pela primeira vez.
Durante a temporada de 2000, a defesa dos Ravens quebrou dois recordes notáveis da NFL. Eles mantiveram as equipes adversárias em 165 pontos, superando a marca do Chicago Bears de 1985 de 198 pontos em uma temporada de 16 jogos, além de superar a marca de 187 pontos do Chicago Bears em uma temporada de 16 jogos, que na época era o recorde da NFL.
Como o rival divisional Tennessee Titans teve um recorde de 13-3, os Ravens tiveram que jogar na rodada de wild card. Eles dominaram o Denver Broncos e venceram por 21-3 em seu primeiro jogo. No playoff divisional, eles enfrentaram o Tennessee Titans e ganharam por 24-10 e levaram os Ravens a Final da AFC contra o Oakland Raiders. O touchdown de 96 jardas de Shannon Sharpe no início do segundo quarto, seguido por uma lesão do quarterback dos Raiders, Rich Gannon, definiu o jogo e os Ravens venceram facilmente por 16-3.

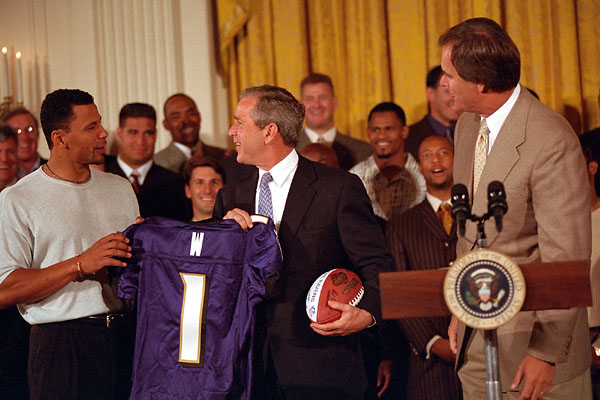
Os Ravens se encontram com o presidente George W. Bush em 2001. Bush está no centro, à esquerda está Rod Woodson, e à direita está Brian Billick.

Baltimore então foi para Tampa para o Super Bowl XXXV contra o New York Giants. O jogo foi dominado pelos Ravens que tiveram quatro sacks e forçaram cinco turnovers, um dos quais foi uma interceptação retornada por um touchdown por Duane Starks. Os Ravens se tornaram campeões com uma vitória por 34-7, tornando-se apenas o terceiro time vindo do wild card a vencer o Super Bowl.

#### 2001
Em 2001, os Ravens tentaram defender seu título com Elvis Grbac como seu novo quarterback titular, mas uma lesão de Jamal Lewis no primeiro dia de treinos e um fraco desempenho ofensivo frustraram a equipe.
Depois de um início de 3-3, os Ravens derrotaram o Minnesota Vikings na última semana por 10-6 e conquistou uma vaga no wild card. Na primeira rodada os Ravens mostraram flashes de seu ano anterior com uma vitória por 20-3 sobre o Miami Dolphins, no qual o time forçou três turnovers. No playoff divisional, os Ravens jogaram contra o Pittsburgh Steelers, as três interceptações de Grbac ajudaram a terminar a temporada dos Ravens que perdeu por 27-10.

#### 2002
Baltimore enfrentou problemas com o teto salarial na temporada de 2002 e foi forçado a se separar de vários jogadores de impacto. No Draft, a equipe selecionou Ed Reed com a 24ª escolha geral. Reed viria a se tornar um dos melhores safetys da história da NFL, fazendo nove Pro Bowls até deixar os Ravens e ir para o Houston Texans em 2013.
Apesar das baixas expectativas, os Ravens se mantiveram competitivos até que uma série de derrotas em dezembro eliminou todas as chances de ir para a pós-temporada. O registro final naquele ano foi de 7-9.

#### 2003

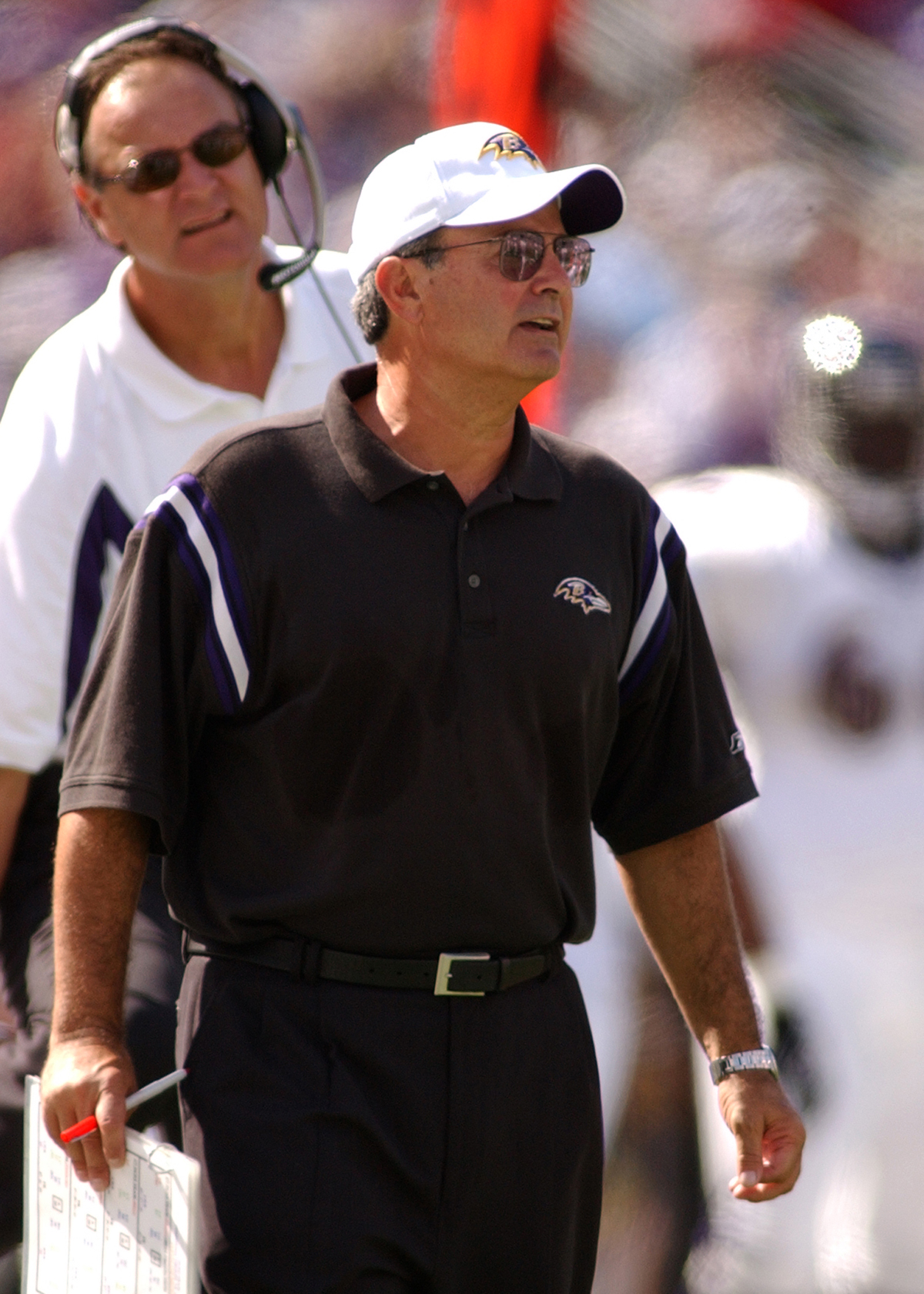
Treinador Gary Zauner (na frente) e Brian Billick com o Baltimore Ravens em 2003.

Em 2003, os Ravens selecionaram no draft o seu novo quarterback, Kyle Boller, mas se machucou no meio da temporada e foi substituído por Anthony Wright. Jamal Lewis correu para 2.066 jardas (incluindo um recorde de 295 jardas em um jogo contra o Cleveland Browns em 14 de setembro). Com um recorde de 10-6, Baltimore conquistou seu primeiro título da AFC North. Nos playoffs, os Ravens perderam para o Tennessee Titans por 20-17 e a temporada de Baltimore terminou cedo.
Ray Lewis também foi nomeado Jogador Defensivo do ano pela segunda vez em sua carreira.
Em abril de 2003, Art Modell vendeu 49% da equipe para Steve Bisciotti, um empresário local que fez fortuna na área de recrutamento de pessoal temporário. Após a temporada, Art Modell vendeu sua participação remanescente de 51% para Bisciotti, terminando mais de 40 anos de posse como dono de uma franquia da NFL.

#### 2004
Os Ravens não foram para os playoffs em 2004 e terminou a temporada com um recorde de 9-7 com Kyle Boller sendo o QB. Eles tiveram uma boa atuação do veterano Deion Sanders e Ed Reed, que ganhou o prêmio de Jogador Defensivo do Ano da NFL. Eles também foram o único time a derrotar o Pittsburgh Steelers na temporada regular.

#### 2005
Na temporada de 2005, os Ravens procuraram aumentar o seu corpo de recebedores (que foi o segundo pior da NFL em 2004), assinando com Derrick Mason dos Titans e selecionando Mark Okton na primeira rodada do Draft de 2005.
No entanto, os Ravens terminaram a temporada com um recorde de 6-10.

#### 2006

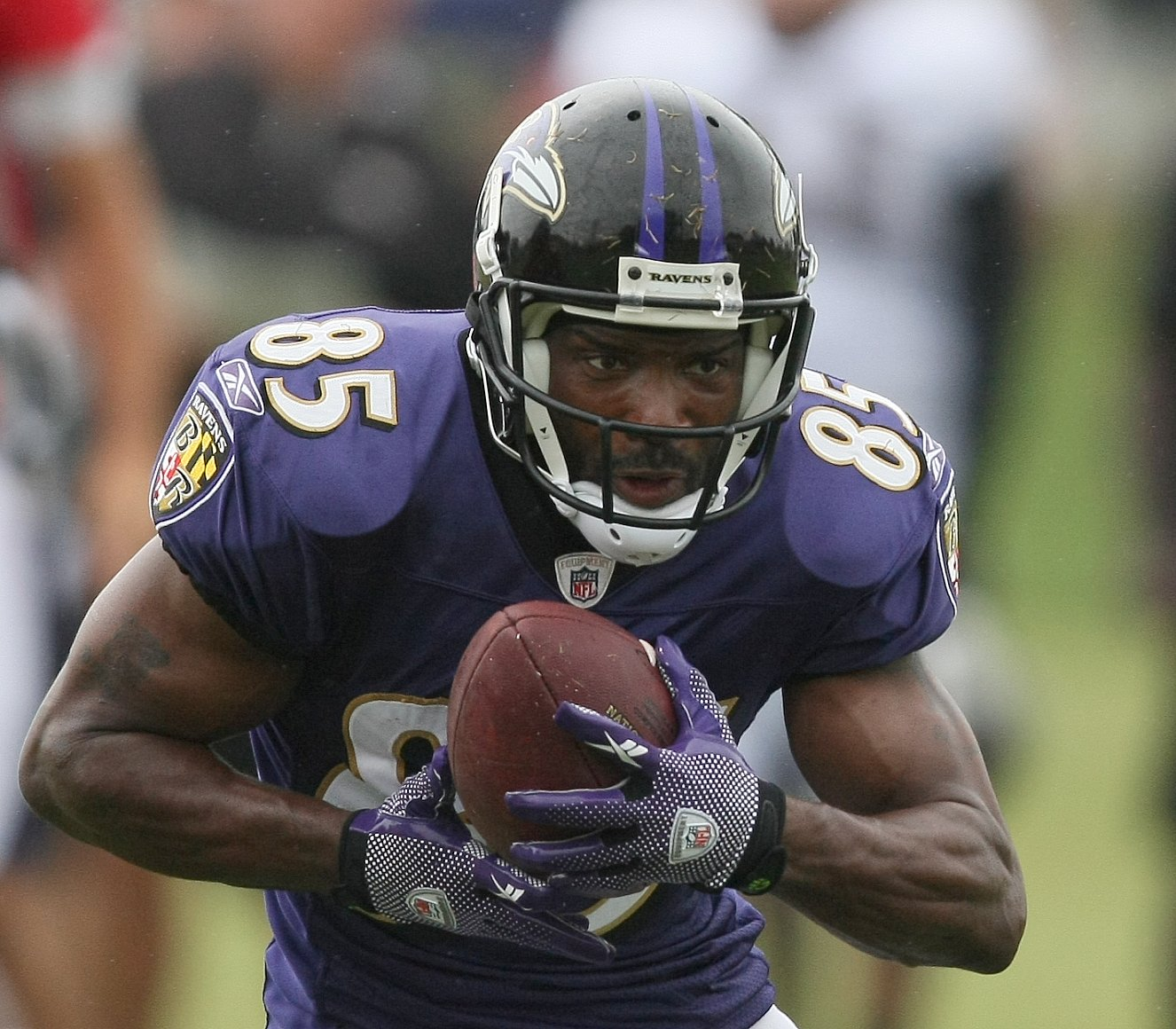
Derrick Mason foi o receptor No. 1 de 2005 a 2010.

A temporada do Baltimore Ravens de 2006 começou com a equipe tentando melhorar seu recorde de 6-10 em 2005. Os Ravens, pela primeira vez na história da franquia, começaram 4-0, sob a liderança do ex-quarterback dos Titans, Steve McNair.
Os Ravens perderam dois jogos seguidos no meio da temporada com problemas ofensivos, levando o técnico Billick a demitir o coordenador ofensivo Jim Fassel. Com Billick chamando as jogadas de ataque, Baltimore iria ter uma série de vitórias de cinco jogos antes de perder para o Cincinnati Bengals na semana 13.
Nas últimas semanas, eles derrotaram o Kansas City Chiefs e seguraram o Pittsburgh Steelers, campeão do Super Bowl, para apenas um touchdown no Heinz Field, permitindo que os Ravens conquistassem a AFC North. Os Ravens terminaram a temporada regular com o melhor recorde da história da franquia: 13-3.
Os Ravens foram programados para enfrentar o Indianapolis Colts. Muitos fãs viram este encontro histórico como uma espécie de "Dia do Julgamento" com a nova equipe de Baltimore enfrentando a antiga equipe de Baltimore (o ex-Baltimore Colts tendo deixado Baltimore em circunstâncias questionáveis em 1984). McNair jogou duas interceptações caras, incluindo uma na linha de 1 jarda. O eventual campeão do Super Bowl, Colts, venceu por 15-6, terminando a temporada de Baltimore.

#### 2007

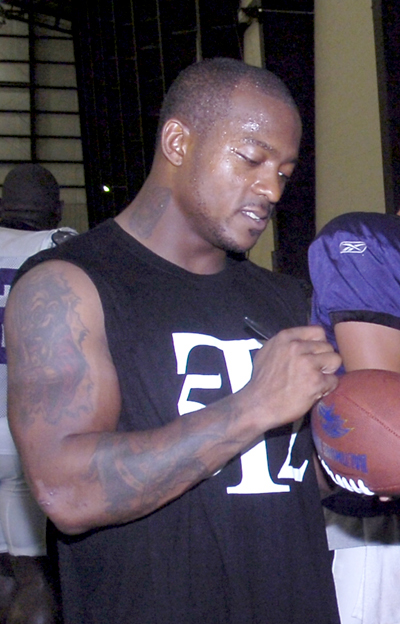
Willis McGahee jogou quatro temporadas como running back dos Ravens.

Depois de uma temporada estelar de 2006, os Ravens esperavam melhorar seu recorde de 13 vitórias e 3 derrotas, mas lesões e jogadas ruins atormentaram o time. Os Ravens terminaram a temporada de 2007 com um decepcionante recorde de 5-11.
Uma humilhante derrota por 22-16 contra o Miami Dolphins, em 16 de dezembro, acabou levando à demissão de Billick na véspera de Ano Novo, um dia após o final da temporada regular. Ele foi substituído por John Harbaugh, treinador das equipes especiais do Philadelphia Eagles e irmão mais velho do ex-quarterback do Ravens, Jim Harbaugh (1998).

### Era John Harbaugh/Joe Flacco; segundo Super Bowl (2008 – presente)

#### 2008
Com novatos como treinador principal (John Harbaugh) e quarterback (Joe Flacco), os Ravens entraram na temporada de 2008 com muita incerteza. Baltimore se recuperou de forma inteligente ganhando onze jogos e alcançando um lugar de destaque na pós-temporada. 

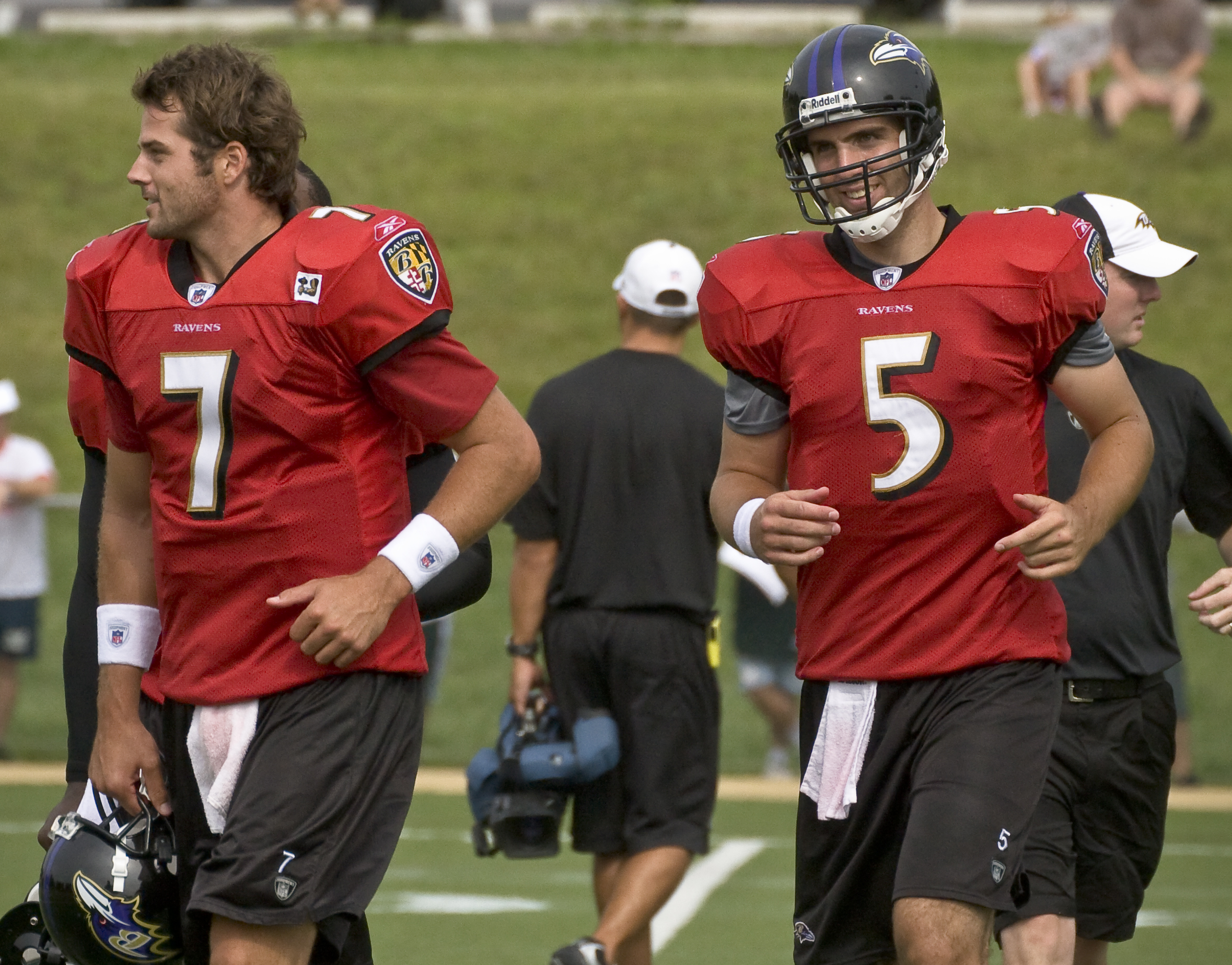
Joe Flacco (à direita) e Kyle Boller durante os treinos em 2008.

Com quatro interceptações, uma delas resultando em um touchdown de Ed Reed, os Ravens começaram sua pós-temporada, vencendo Miami por 27-9 no Dolphin Stadium. Seis dias depois, eles avançaram para o AFC Championship Game, vencendo os Titans por 13-10 no LP Field. O Ravens acabaram derrotados para os Steelers por 23-14 no Heinz Field.

#### 2009
Em 2009, os Ravens venceram seus três primeiros jogos, depois perderam os três seguintes. O resto da temporada foi uma sequência irregular de vitórias e derrotas, que incluiu uma vitória em casa sobre o Pittsburgh na prorrogação, seguida de uma derrota na segunda-feira à noite em Green Bay. Esse jogo foi notável pelo enorme número de penalidades cometidas, custando um total de 310 jardas, e quase empatando com o recorde estabelecido por Tampa Bay e Seattle em 1976. 

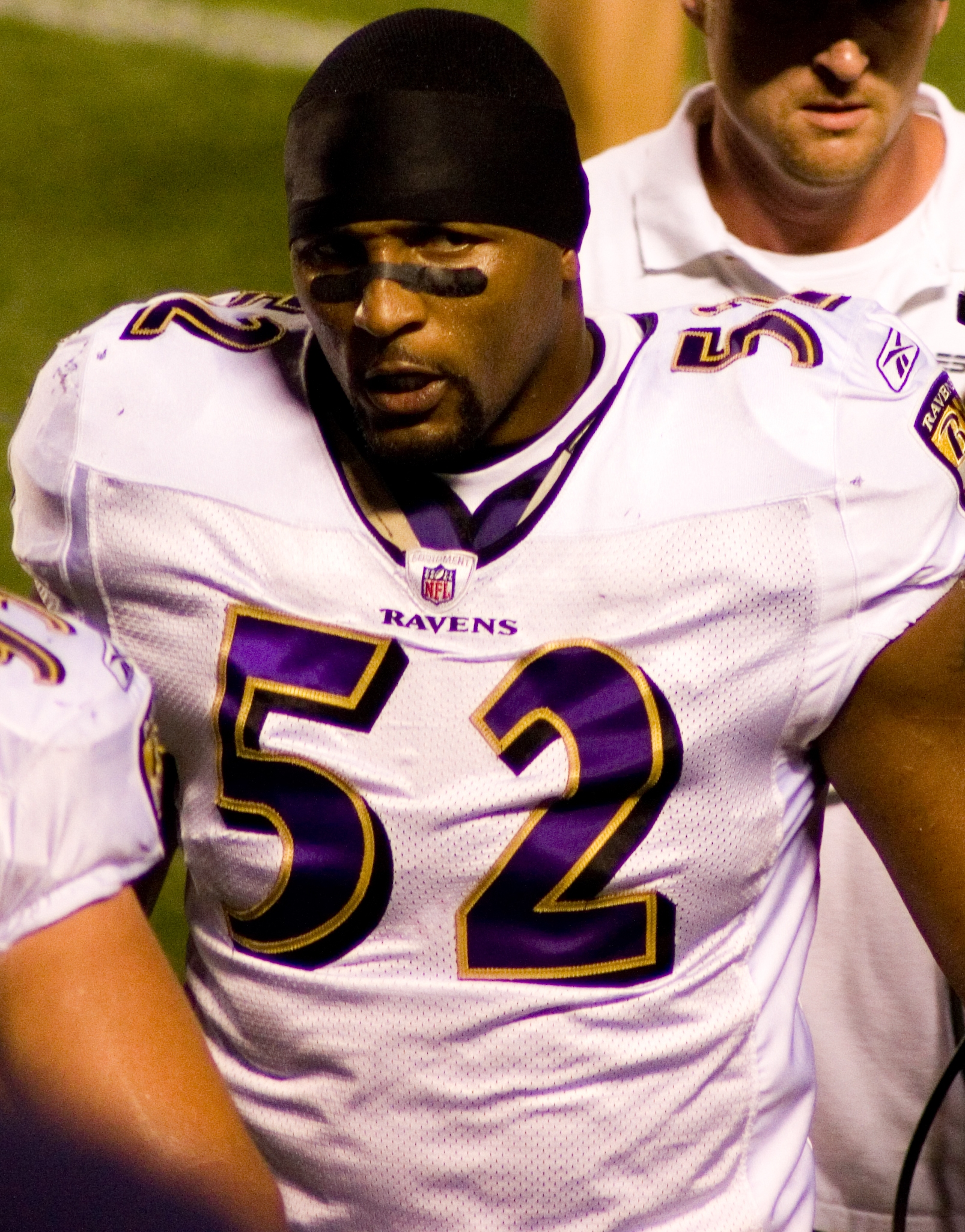
Ray Lewis durante um jogo da temporada regular de 2008.

Com um recorde de 9-7, a equipe terminou em segundo na divisão e se classificou como wild card pelos playoffs. Nos playoffs, eles ganharam dos Patriots; no entanto, eles não alcançaram a Final da AFC porque foram derrotados por 20-3 pelos Colts uma semana depois.

#### 2010
Na temporada de 2010, os Ravens terminaram a temporada com um recorde de 12-4, segundo na divisão devido a um tiebreaker com Pittsburgh, e ganhando uma vaga como wild card nos playoffs.
Baltimore partiu para Kansas City e esmagou os despreparados Chiefs por 30-7, mas mais uma vez foram eliminados dos playoffs contra Pittsburgh em uma batalha muito disputada.

#### 2011

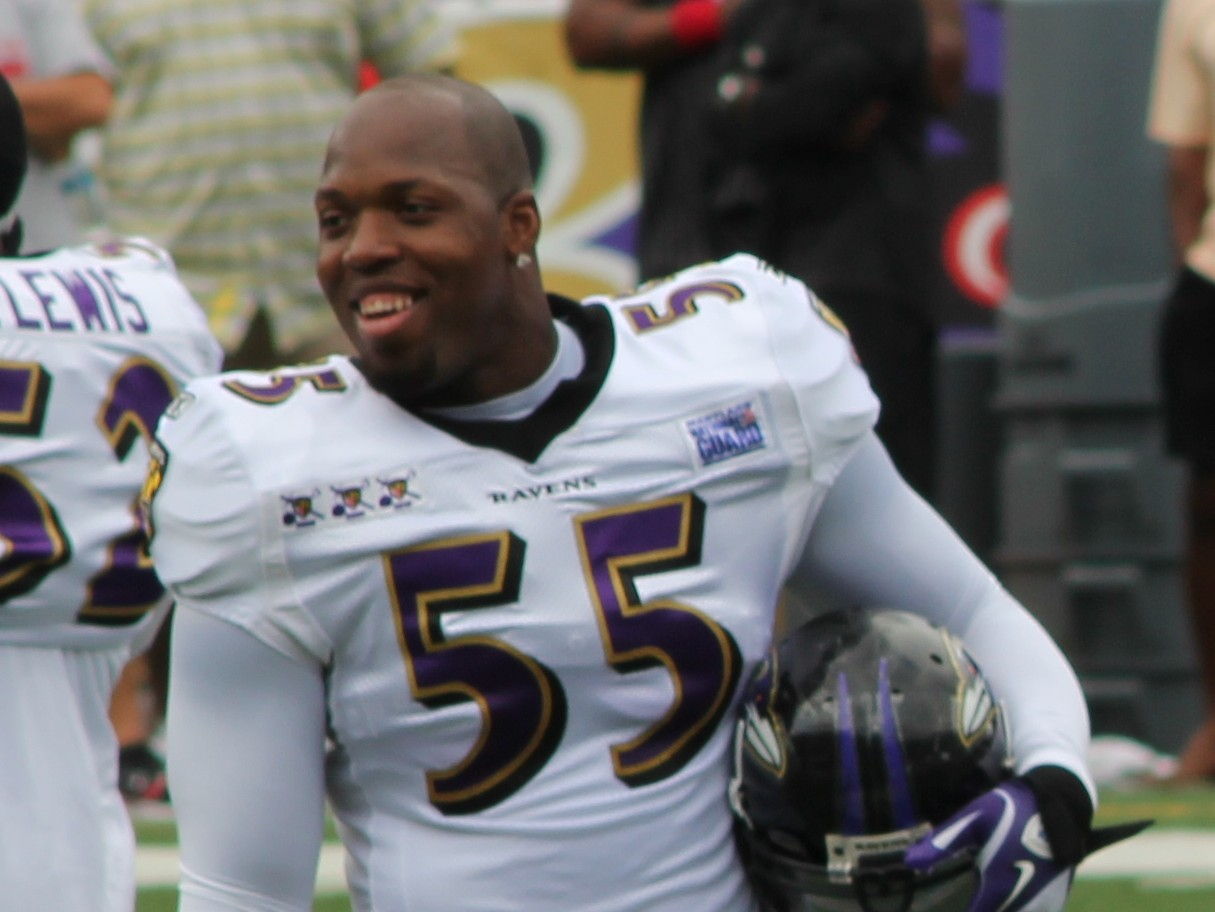
Terrell Suggs durante um treino em 2011.

Os Ravens receberam seu arqui-inimigo na 1ª semana da temporada de 2011. Em um dia quente e úmido no M&T Bank Stadium, o barulho da multidão e os múltiplos erros dos Steelers permitiram que Baltimore os esmagasse por 35-7. Os frustrados jogadores de Pittsburgh também cometeram várias penalidades. Assim, os Ravens haviam conquistado sua primeira vitória sobre os Steelers, com Ben Roethlisberger jogando e se vingando de repetidas derrotas na temporada regular e pós-temporada.
Mas na semana 2, os Ravens entraram em colapso no Tennessee e perderam por 26-13. Eles se recuperaram ao derrotar os Rams na Semana 3 e depois dominando os Jets por 34-17 na Semana 4.
Depois de vencer o Cincinnati Bengals na semana 17 da temporada regular, os Ravens avançaram para os playoffs como o número 2 da AFC com um recorde de 12-4.
Os Ravens perderam de 23-20 para os Patriots durante a Final de AFC e não foram para o Super Bowl XLVI.

#### 2012: Campeões do Super Bowl XLVII

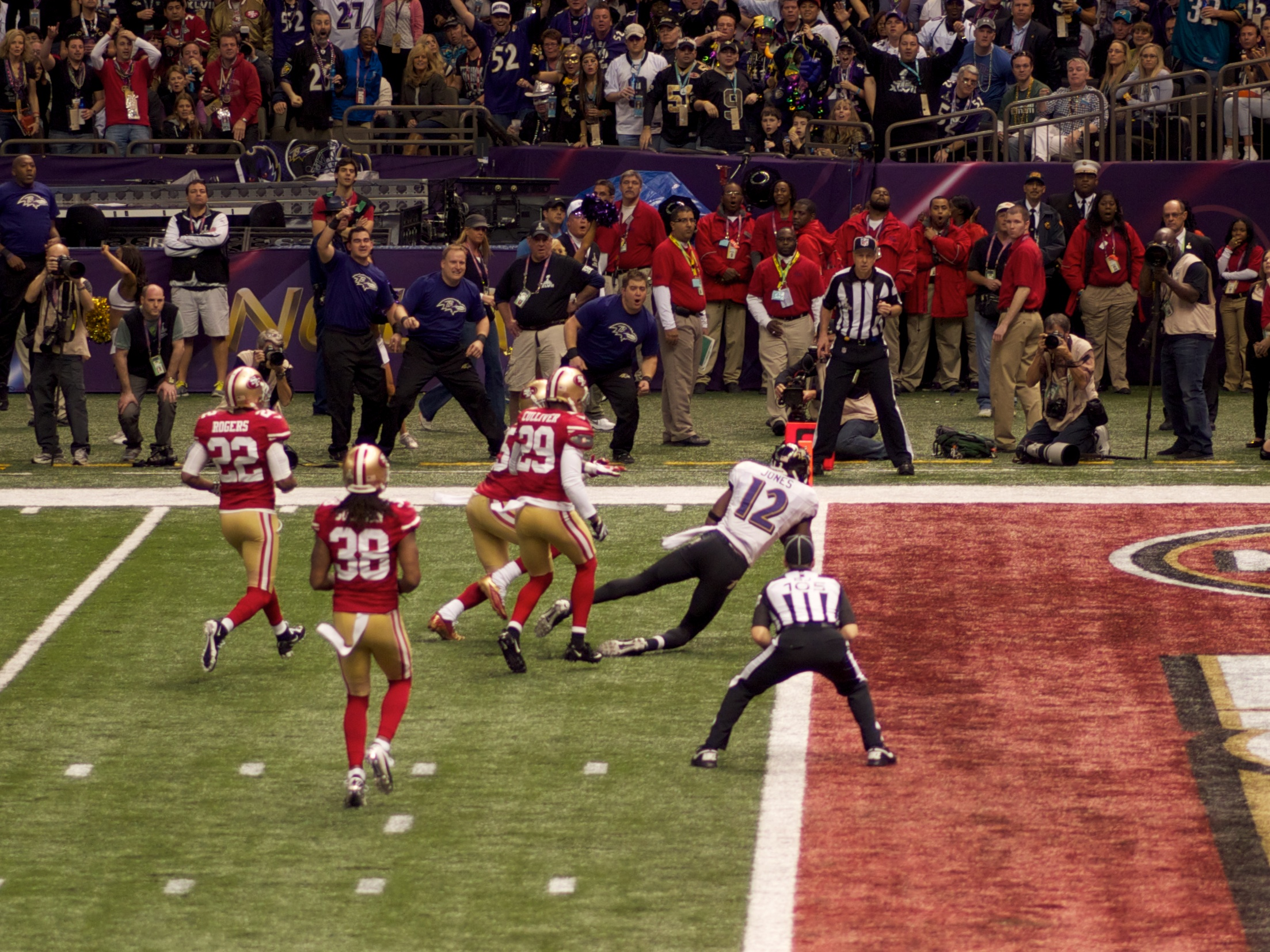
Jacoby Jones mergulha para a end zone durante o segundo trimestre do Super Bowl XLVII.

Terrell Suggs sofreu uma lesão no tendão durante um jogo de basquete fora de temporada e não pôde jogar por pelo menos algumas semanas. Na abertura, em 10 de setembro, Baltimore derrotou Cincinnati por 44-13. Após essa vitória fácil, a equipe foi para a Filadélfia. Os Eagles lutaram durante a partida da semana 1 em Cleveland e não se esperava que ganhassem, mas um jogo bizarro se seguiu graças à NFL enfrentando outra bagunça de bloqueio, esta envolvendo os árbitros da liga, que foram substituídos por ex-árbitros da faculdade. Os árbitros de substituição foram amplamente criticados em toda a liga. Este jogo contou com várias chamadas questionáveis que foram contra os Ravens, talvez custando-lhes o jogo que terminou por 24-23.
Os Ravens venceria a AFC North com um recorde de 10-6, mas terminou em 4º lugar na AFC, e assim se classificou como wild card. Depois de derrotar o Indianapolis Colts por 24-9 em casa (o último jogo em casa de Ray Lewis), os Ravens viajaram para Denver para jogar contra os Broncos. Em uma disputa muito vitoriosa, os Ravens conseguiram uma vitória de 38-35 na prorrogação dupla. Em seguida, eles ganharam seu segundo campeonato da AFC, ganhando do New England Patriots por 28-13.

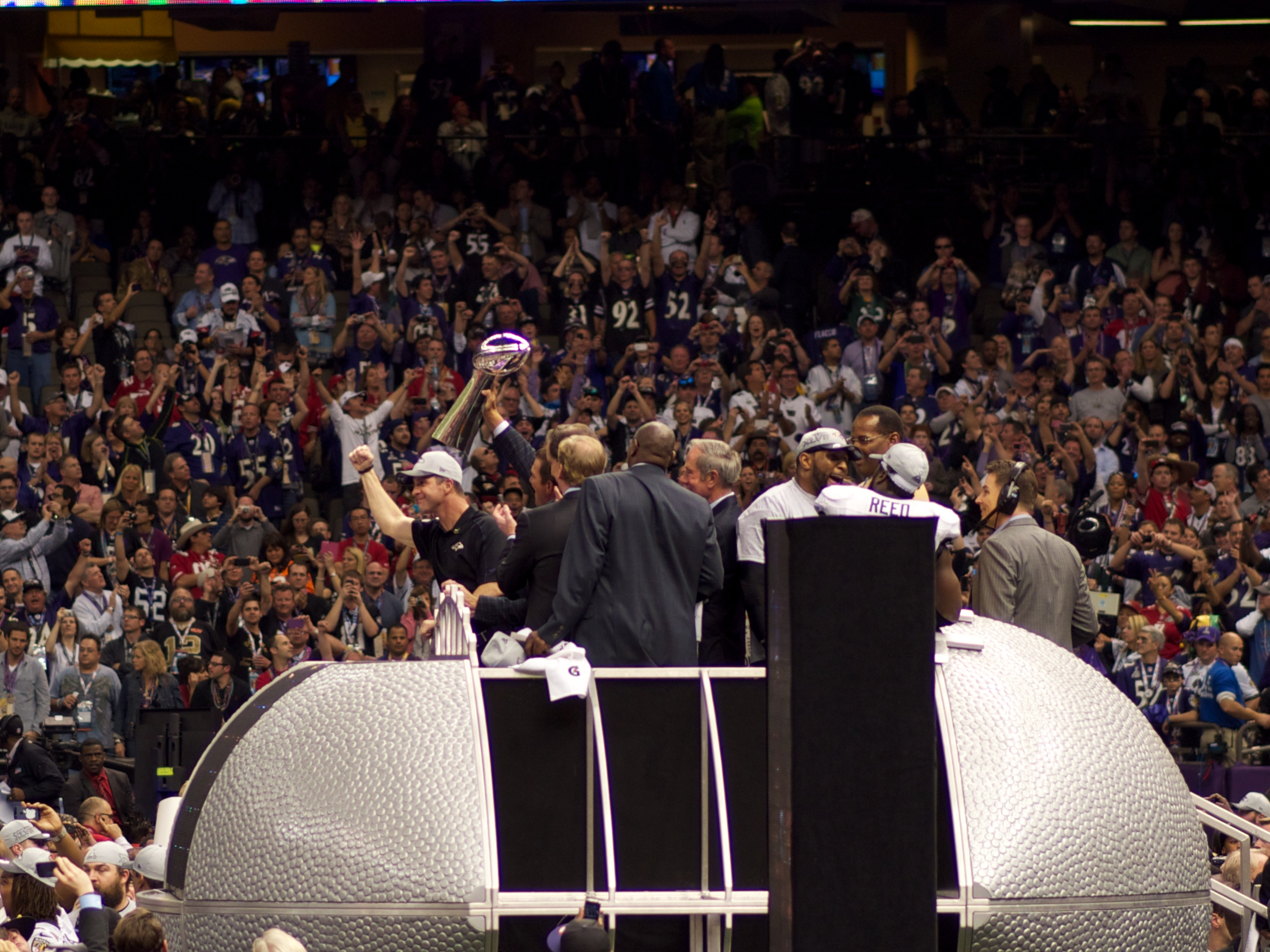
Apresentação do troféu Lombardi após o Super Bowl XLVII.

Os Ravens jogaram o Super Bowl XLVII em 3 de fevereiro de 2013 contra o San Francisco 49ers. Baltimore construiu uma vantagem de 28-6 no início do terceiro quarto, antes de uma queda de energia parcial no Superdome suspender o jogo por 34 minutos (o jogo ganhou o apelido de Blackout Bowl). Depois que o jogo foi retomado, San Francisco marcou 17 pontos no terceiro quarto e o jogo ficou 28-23. Bartimore aumentou a vantagem e ganhou o jogo e o título por 34-29. O quarterback de Baltimore, Joe Flacco, que completou 22 de 33 passes para 287 jardas e três touchdowns e foi nomeado MVP do Super Bowl.

#### 2013
Vindo como os campeões do Super Bowl, este foi o primeiro ano na história da franquia da equipe sem Ray Lewis. Os Ravens começaram com 3-2 e terminaram com um recorde de 8-8 e não foram para os playoffs pela primeira vez desde 2007.

#### 2014
Em 27 de janeiro de 2014, os Ravens contrataram o ex-treinador do Houston Texans, Gary Kubiak, para ser seu novo coordenador ofensivo depois que Jim Caldwell aceitou o emprego de treinador principal no Detroit Lions. Em 15 de fevereiro de 2014, o running back Ray Rice foi preso e acusado de agredir a sua noiva Janay Palmer após uma briga no Revel Casino em Atlantic City, Nova Jersey. O site de notícias de celebridades TMZ postou um vídeo de Rice arrastando o corpo de Palmer para fora de um elevador depois de aparentemente tê-la derrubado. Pelo incidente, Rice foi inicialmente suspenso pelos dois primeiros jogos da temporada da NFL de 2014 em 25 de julho de 2014, o que levou a críticas generalizadas à NFL.
Na semana 1, em 7 de setembro, o Baltimore Ravens perdeu para o Cincinnati Bengals, 23-16. No dia seguinte, em 8 de setembro de 2014, a TMZ divulgou imagens adicionais de uma câmera do elevador mostrando Rice perfurando Palmer. O Baltimore Ravens rescindiu o contrato de Rice como resultado e, posteriormente, foi indefinidamente suspenso pela NFL. Apesar de ter começado 0-1 por duas temporadas seguidas e ter recebido atenção indesejada da mídia para o incidente de Ray Rice, em 11 de setembro de 2014, os Ravens recuperaram e venceram o Pittsburgh Steelers por 26-6, melhorando para 1-1. No fim da temporada, os Ravens conquistaram sua sexta vaga nos playoffs em sete temporadas e o primeiro desde o Super Bowl XLVII.
No wildcard, os Ravens venceram o Pittsburgh Steelers no Heinz Field por 30-10. Na rodada Divisional, os Ravens enfrentaram os New England Patriots. Apesar de um forte esforço ofensivo e tendo uma vantagem de 14 pontos duas vezes no jogo, os Ravens foram derrotados por 35-31, terminando a temporada.

#### 2015
A temporada de 2015 marcou 20 temporadas da existência da franquia na NFL, que a franquia reconheceu com um distintivo especial sendo usado em seus uniformes durante a temporada.
Os Ravens foram escolhidos por alguns para ganhar a AFC e até mesmo o Super Bowl. No entanto, eles perderam jogadores importantes como Joe Flacco, Justin Forsett, Terrell Suggs, Steve Smith e Eugene Monroe por lesões e sua incapacidade de vencer jogos no início da temporada levaram à primeira temporada com mais derrotas na era John Harbaugh-Flacco.

#### 2016
Os Ravens de 2016 melhorou seu recorde de 5-11 em 2015 para em 8-8, mas não conseguiu se qualificar para os playoffs pelo segundo ano consecutivo. Eles foram eliminados da disputa do playoff após a derrota na semana 16 para os Steelers.
Esta foi a primeira vez que os Ravens perderam os playoffs em temporadas consecutivas desde 2004-2005, bem como os primeiros da era Harbaugh / Flacco.

#### 2017
Os Ravens melhoraram seu recorde de 8-8 em 2016 para 9-7 mas acabaram perdendo os playoffs pelo terceiro ano consecutivo. Isso marcou a primeira vez que os Ravens não conseguiram chegar aos playoffs em três temporadas seguidas desde os primeiros três anos de existência da equipe (1996-1998).
Os Ravens sofreram uma perda dolorosa em casa contra o Cincinnati Bengals no último jogo da temporada, que os impediu de ir para os playoff.

#### 2019
No primeiro ano do quarterback Lamar Jackson como titular desde o início da temporada, os Ravens se tornaram os favoritos ao título após grande trabalho tanto ofensivo quanto defensivo do time. Lamar Jackson quebrou o recorde da NFL de mais jardas corridas por um quarterback durante a temporada regular. Sendo classificados com a melhor campanha da conferência, o time teve uma semana de descanso e enfrentou o Tennessee Titans nos Playoffs, classificado com a 6ª melhor campanha. O time de Baltimore perdeu o jogo (28-12) que era favorito e se despediu da temporada.

## Rivalidades

### Pittsburgh Steelers

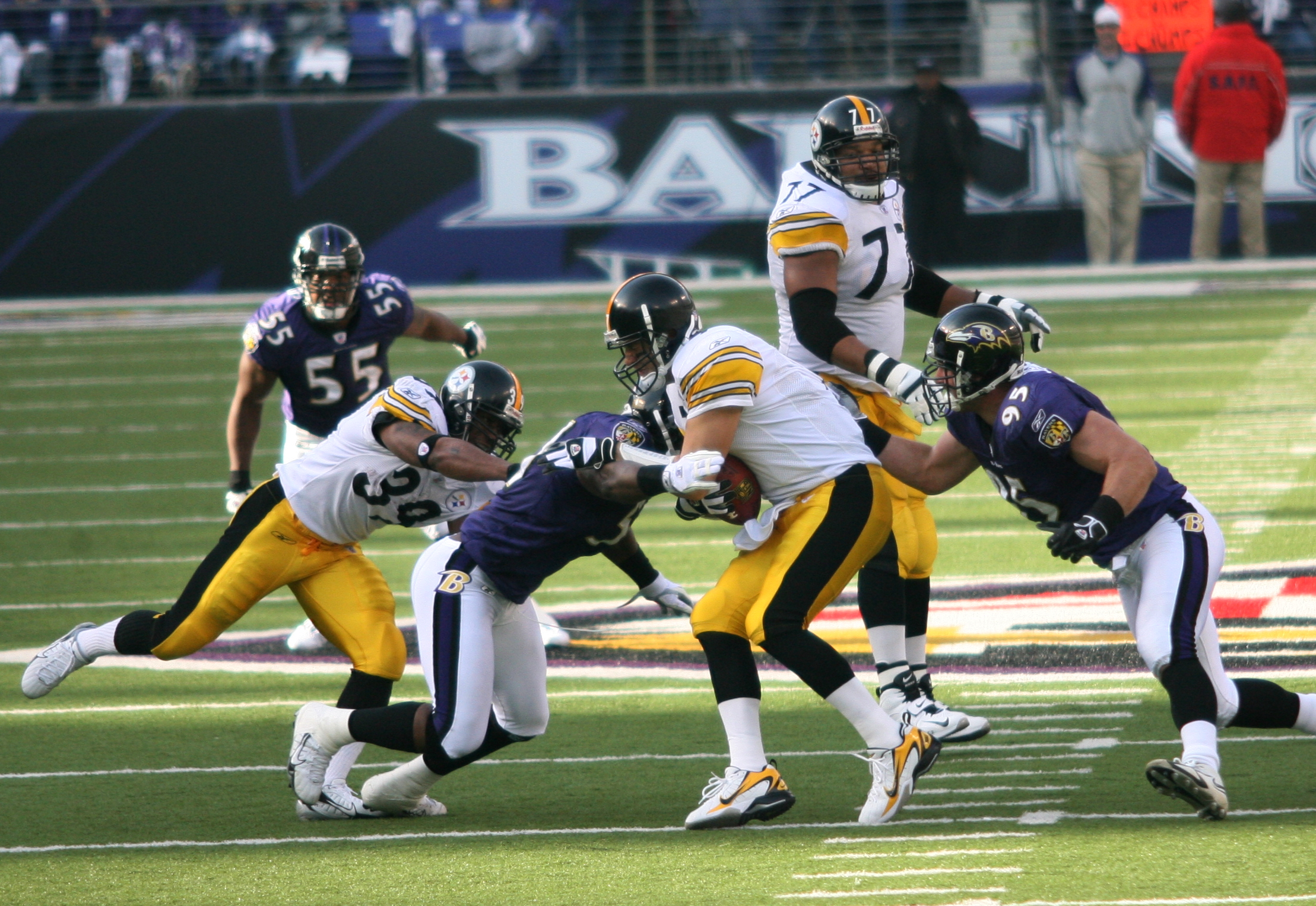
O quarterback do Steelers, Ben Roethlisberger, sendo sacado por Bart Scott e Jarret Johnson.

De longe, o maior rival da equipe é o Pittsburgh Steelers. Pittsburgh e Baltimore estão separadas por uma viagem de menos de 5 horas pela Interstate 70.
Ambas as equipes são conhecidas por seu estilo físico de jogo. Eles jogam duas vezes por ano no AFC North e já se enfrentaram quatro vezes nos playoffs. Os jogos entre essas duas equipes geralmente são disputadas até o fim, já que a maioria dos jogos nos últimos 5 anos a diferença foi de apenas 3 pontos ou menos. A rivalidade é considerada uma das mais significativas e intensas da NFL hoje.

### Indianapolis Colts
Embora a rivalidade dos Steelers seja baseada no respeito mútuo e no antagonismo entre si, a rivalidade dos Ravens com o Indianapolis Colts é alimentada pela animosidade dos torcedores em relação à organização, não pela disputa entre os jogadores. Isso se deve ao fato de que o proprietário do então-Colts, Robert Irsay, sob ameaça de domínio eminente da cidade de Baltimore, foi forçado a retirar os Colts de Baltimore no meio da noite para levá-los a Indianápolis.
Durante os jogos em casa dos Ravens, o placar lista a equipe visitante simplesmente como "Away" ou "Indy", em vez do nome da equipe que é tradicionalmente usado para o adversário visitante. O locutor da PA também se referirá aos Colts como a equipe de futebol profissional de Indianápolis; embora em 6 de janeiro de 2013, o placar no jogo dos playoffs entre o Baltimore Ravens e Indianapolis Colts no M&T Bank Stadium listou a equipe visitante como "Colts".
O Indianapolis Colts tem uma vantagem de 9-4 sobre o Baltimore Ravens, incluindo uma vantagem de 2-1 nos playoffs.

### Outros rivais da AFC North

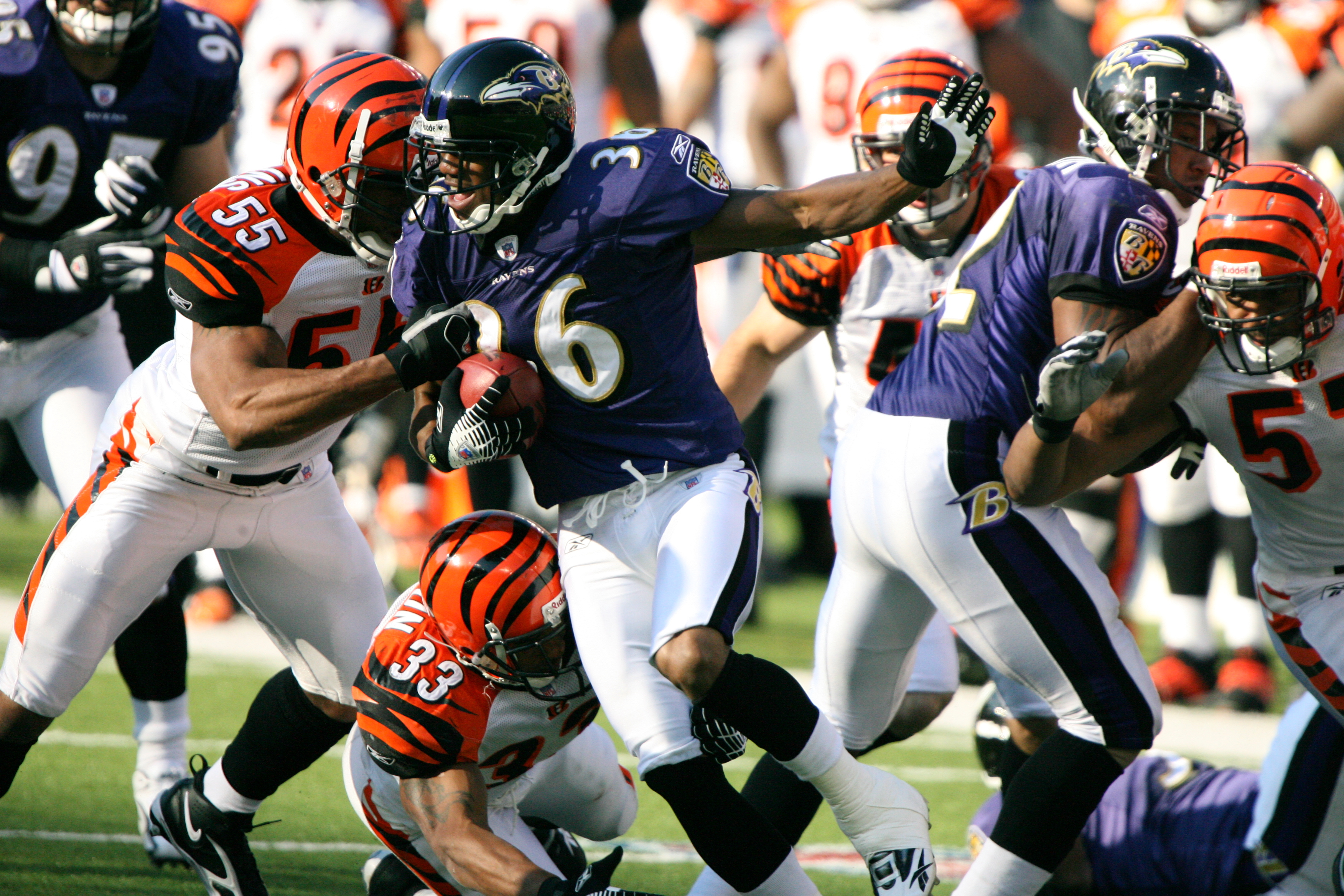
B. J. Sams (36) e Musa Smith (32) jogando contra Cincinnati Bengals em novembro de 2006.

Os Ravens também têm rivalidades de divisão com o Cleveland Browns e o Cincinnati Bengals.
O Cleveland Browns e seus fãs mantêm um ódio à equipe de Baltimore devido a sua mudança de Cleveland. A rivalidade com os Browns tem sido muito unilateral; Baltimore tem uma vantagem de 27-9 contra Cleveland.
A rivalidade com Cincinnati tem sido mais próxima, com os Ravens e Bengals empatando a série de todos os tempos em 22-22 a partir da semana 17 da NFL 2017

### New England Patriots
Os Ravens conheceram os New England Patriots em 1996, mas a rivalidade começou em 2007, quando os Ravens sofreram uma derrota amarga por 27-24 na busca dos Patriots pela perfeição. A rivalidade começou a aumentar em 2009, quando os Patriots venceram os Ravens por 27-21 em um jogo que envolveu um confronto entre o quarterback dos Patriots, Tom Brady, e o linebacker dos Ravens, Terrell Suggs. Ambos os jogadores reclamaram na imprensa depois do jogo.

## Controvérsia no logo
O primeiro logo no capacete do time, usado de 1996 a 1998, apresentava asas de corvo estendidas exibindo uma letra B emoldurada pela palavra Ravens e uma cruz por baixo. O Tribunal de Apelações do 4º Circuito dos Estados Unidos confirmou a sentença do júri de que o logotipo infringia direitos autorais mantidos por Frederick E. Bouchat, um artista amador de Maryland.
Bouchat havia enviado seu projeto para o Maryland Stadium Authority por fax, depois de saber que Baltimore iria adquirir uma equipe da NFL. Ele não foi creditado pelo design quando o logo foi anunciado. Bouchat processou a equipe, alegando ser o designer do emblema; representantes da equipe afirmaram que a imagem foi projetada de forma independente. O tribunal decidiu a favor de Bouchat, observando que o dono da equipe, Modell, tinha acesso ao trabalho de Bouchat. O fax de Bouchat fora enviado a John Moag, o presidente do Maryland Stadium Authority, cujo escritório ficava no mesmo prédio que o de Modell. Em última análise, Bouchat não recebeu indenização monetária na fase de indenização do caso.
O Baltimore Sun fez uma pesquisa mostrando três projetos de novos logo no capacete. Os fãs que participaram da pesquisa expressaram uma preferência por uma cabeça de corvo no perfil sobre outros projetos. Art Modell anunciou que ele honraria essa preferência, mas ainda queria que uma letra B aparecesse em algum lugar do design.
O novo logotipo da Ravens, lançado em 1999, apresentava uma cabeça de corvo de perfil com a carta sobreposta. O logotipo secundário é um escudo que honra a história heráldica de Baltimore. Emblemas alternados de Calvert e Crossland (vistos também na bandeira de Maryland e na bandeira de Baltimore) são interligados com letras estilizadas B e R.

## Uniformes
O design do uniforme dos Ravens permaneceu essencialmente inalterado desde a temporada inaugural da equipe em 1996. Art Modell admitiu para Roy Firestone da ESPN que as cores dos Ravens, introduzidas no início de 1996, foram inspiradas na temporada de sonhos de Northwestern Wildcats em 1995. Os capacetes são pretos com listas roxas de "garras". Os jogadores normalmente vestem camisas roxas em casa e camisas brancas fora. Em 1996, a equipe usava calças pretas com uma única faixa branca grande para todos os jogos. Nos jogos em casa, a combinação de calças pretas com camisa roxa fez dos Ravens o primeiro time da NFL a usar cores escuras. Várias equipes da NFL vestiram o visual desde o início, com o uniforme de casa todo preto usado em três jogos pelo New Orleans Saints de 2001.
Em 1997, os Ravens optaram por um visual mais clássico da NFL, com calça branca ostentando listras em roxo e preto, juntamente com as camisas ostentando uma fonte diferente para os números. O uniforme fora de casa (calça branca com camisa branca) foi usado pelos Ravens no Super Bowl XXXV, no final da temporada de 2000 da NFL.
Na temporada de 2002, os Ravens iniciaram a prática de usar camisas brancas. Desde que John Harbaugh se tornou o treinador principal em 2008, os Ravens também usaram suas camisas brancas em casa para os jogos da pré-temporada.
Em novembro de 2004, a equipe apresentou um design uniforme alternativo, com camisas pretas e calças pretas sólidas com meias pretas. O uniforme todo preto foi usado pela primeira vez para um jogo em casa contra o Cleveland Browns, intitulado "Pitch Black", que resultou em uma vitória do Ravens. Desde então, o uniforme tem sido usado para transmissões nacionais selecionadas do horário nobre e outros jogos importantes.
Os Ravens começaram a usar calça preta novamente com a camisa branca em 2008. Em 7 de dezembro de 2008, durante um jogo contra o Washington Redskins, os Ravens introduziram uma nova combinação de camisa preta com calça branca. Acreditava-se ser devido ao fato de que John Harbaugh não gosta do visual "blackout". No entanto, em 19 de dezembro de 2010, os Ravens usavam suas camisas pretas e calças pretas na vitória por 30-24 sobre o New Orleans Saints.
Desde sua temporada inaugural até 2006, os Ravens usavam chuteiras brancas com seus uniformes; eles mudaram para chuteiras pretas em 2007.
Em 20 de dezembro de 2015, a equipe inesperadamente estreou a calça de ouro, vestindo-a com suas camisas roxas regulares contra o Kansas City Chiefs. Embora o ouro seja uma cor oficial dos Ravens, as calças receberam uma resposta esmagadoramente negativa nas redes sociais por fãs de Ravens e fãs de outras equipes da NFL, com algumas comparações feitas com as calças mostarda do rival Pittsburgh Steelers.
Durante a temporada de 2015, a NFL anunciou o Color Rush na qual as equipes usariam uniformes de uma cor da cabeça aos pés durante os jogos selecionados no horário nobre. A promoção foi usada três vezes nessa temporada; todos os jogos que os apresentavam eram na quinta-feira à noite. Na temporada seguinte, a liga lançou uniformes para todas as 32 equipes e anunciou que eles seriam usados durante todos os jogos de quinta-feira à noite naquele ano, assim como no Natal. Os Ravens tiveram um jogo de quinta-feira à noite em 2016; eles usavam seus uniformes roxos do Color Rush e venceram por 28-7 contra o rival Cleveland Browns. Eles tiveram outro jogo de quinta-feira à noite na temporada seguinte, na qual eles usaram novamente as camisas e venceram por 40- 0 contra os Miami Dolphins. Em seu jogo de Natal de 2016 contra os Steelers, os Ravens usavam uniformes todo brancos, enquanto seus rivais vestiam uniformes do Color Rush.
Em 13 de setembro de 2018, os Ravens lançaram uma nova combinação contra os Cincinnati Bengals, vestindo camisas brancas com calças roxas. As calças roxas são semelhantes às usadas para o Color Rush, exceto pelo fato de ter listras laterais de preto e branco; as calças roxas Color Rush têm listras douradas e brancas. Então, em 21 de outubro contra o New Orleans Saints, os Ravens juntaram suas novas calças roxas com seus uniformes roxos regulares.

## Banda
A banda oficial da equipe é chamada Baltimore's Marching Ravens. Começaram como banda dos Colts e operaram continuamente de 7 de setembro de 1947 até o presente. Eles ajudaram a fazer campanha para o futebol americano voltar a Baltimore depois que os Colts se mudaram. Porque eles ficaram em Baltimore depois que os Colts saíram, a banda é apelidada de "a banda que não morreria" e foi tema de um episódio de 30 for 30 da ESPN. O Washington Redskins é o único outro time da NFL que atualmente tem uma banda oficial.

## Recordes

### Recordes em uma temporadas
Passando
- Jardas passadas: 4,317 – Joe Flacco (2016)
- Passes para touchdowns: 33 – Vinny Testaverde (1996)
- Passes completados: 436 – Joe Flacco (2016)
- Passes tentados: 672 – Joe Flacco (2016)
- Passe mais longo completo: 95 jardas – Joe Flacco (2016)

Correndo
- Jardas terrestres: 2,066 – Jamal Lewis (2003)
- Corridas: 387 – Jamal Lewis (2003)
- Touchdowns terrestres: 14 – Jamal Lewis (2003)
- Mais longa corrida: 82 jardas – Jamal Lewis (2003)
- Jardas terrestres por jogo: 129.1 jardas – Jamal Lewis (2003)

Recebendo
- Recepções: 103 – Derrick Mason (2007)
- Jardas recebidas: 1,201 – Michael Jackson (1996)
- Touchdowns recebidos: 14 – Michael Jackson (1996)

Retornos
- Mais retornos de Punt: 57 – Jermaine Lewis (1999)
- Mais longo punt retornado: 95 jardas – Lamont Brightful (2002)
- Mais longo kickoff retornado: 108 jardas – Jacoby Jones (2012 e 2014)

Chutes
- Field goals: 38 – Justin Tucker (2013 e 2016)
- Extra Points convertidos: 42 – Bill Shockley (2012 e 2014)
- Punts: 103 – Kyle Richardson (1999)
- Jardas no Punt: 4,355 – Kyle Richardson (1999)

### Recordes na carreira
- Jardas passadas: 38,245 - Joe Flacco (2008–Presente)
- Passes para touchdowns: 212 - Joe Flacco (2008–Presente)
- Jardas terrestres: 7,801 - Jamal Lewis (2000–2006)
- Touchdowns terrestres: 45 - Jamal Lewis (2000–2006)
- Recepções: 471 - Derrick Mason (2005–2010)
- Jardas recebidas: 5,777 - Derrick Mason (2005–2010)
- Passes interceptados: 61 - Ed Reed (2002–2012)
- Field goals: 354 - Matt Stover (1996–2008)
- Pontos: 1,464 - Matt Stover (1996–2008)
- Total touchdowns: 47 - Jamal Lewis (2000–2006)
- Média de retorno de punt: 43,0 - Bennie Thompson (1996–1999)
- Média de retorno de Kickoff: 32,8 - Raheem Mostert (2015)
- Sacks: 132,4 - Terrell Suggs (2003–Presente)
- Tackles: 1,562 - Ray Lewis (1996–2012)
- Vitórias (treinador): 101 - John Harbaugh (2008–Presente)

## Jogadores

### Elenco Atual
Predefinição:Elenco do Baltimore Ravens

### Pro Football Hall of Fame
| Jogadores                | Jogadores       | Jogadores       | Jogadores    | Jogadores  | Jogadores                                                 |
| No.                      | Nome            | Posições        | Temporada    | Introdução | Notas                                                     |
| ------------------------ | --------------- | --------------- | ------------ | ---------- | --------------------------------------------------------- |
| 26                       | Rod Woodson     | S               | 1998–2001    | 2009       | Campeão do Super Bowl XXXV                                |
| 82                       | Shannon Sharpe  | TE              | 2000–2001    | 2011       | Campeão do Super Bowl XXXV                                |
| 37                       | Deion Sanders   | CB              | 2004–2005    | 2011       |                                                           |
| 75                       | Jonathan Ogden  | OT              | 1996–2007    | 2013       | Campeão do Super Bowl XXXV                                |
| 52                       | Ray Lewis       | LB              | 1996–2012    | 2018       | Campeão do Super Bowl XXXV e XLVII MVP do Super Bowl XXXV |
| Treinadores e Executivos |                 |                 |              |            |                                                           |
| Nome                     | Nome            | Posições        | Temporada    | Introdução | Notas                                                     |
| Mike Singletary          | Mike Singletary | Treinador de LB | 2003–2004    | 1998       | Introduzido como linebacker                               |
| Ozzie Newsome            | Ozzie Newsome   | Executivo/GM    | 1996–present | 1999       | Introduzido como tight end.                               |

### Números aposentados
Os Ravens não aposetaram oficialmente números. No entanto, o número 19 não é emitido em respeito ao quarterback do Baltimore Colts, Johnny Unitas. Além disso, os números 75, 52 e 20, em homenagem a Jonathan Ogden, Ray Lewis e Ed Reed, respectivamente, não foram emitidos desde as aposentadorias dos jogadores.

### Anel de Honra

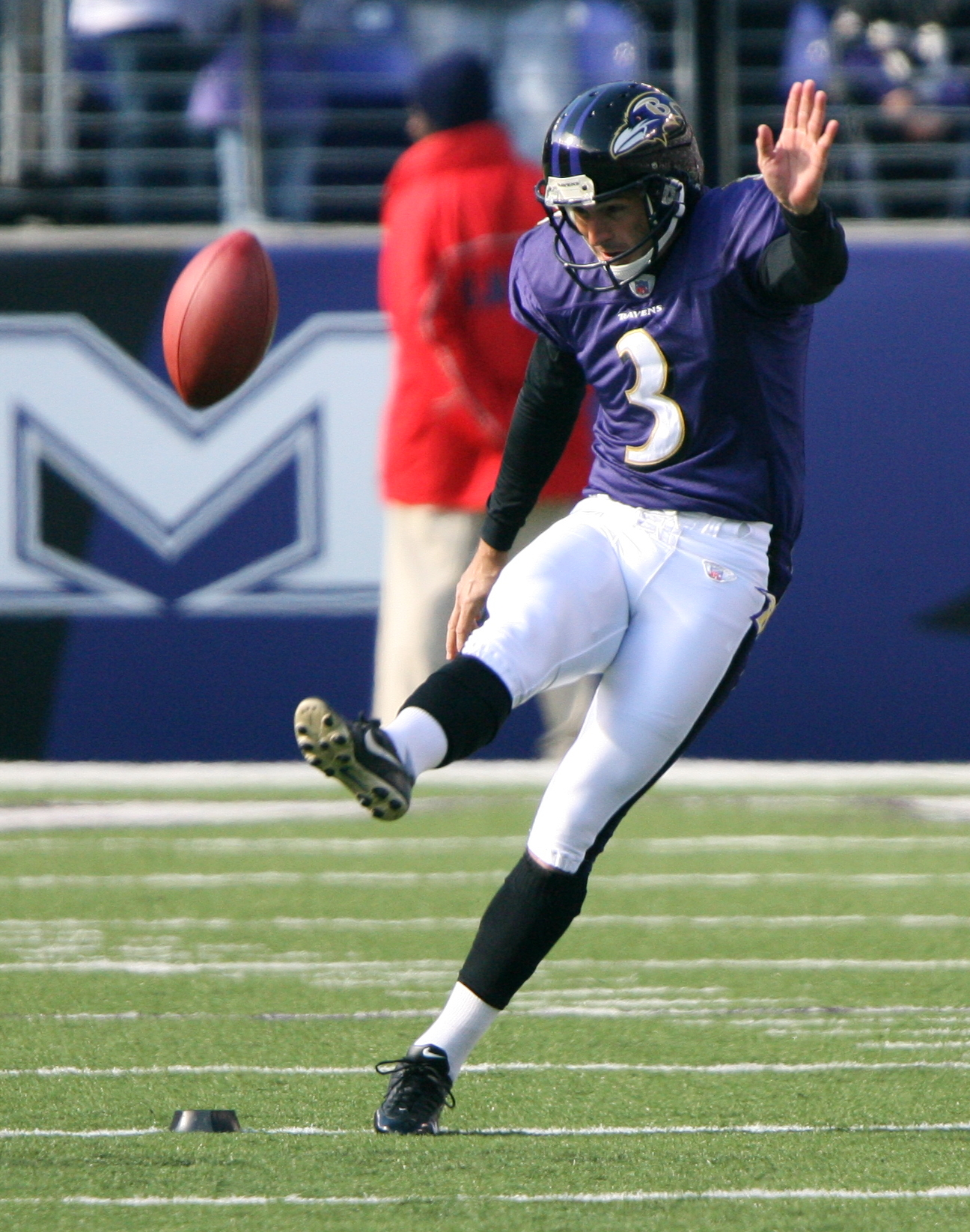
O Membro do anel de honra, Matt Stover.

Os Ravens têm um "Anel de Honra", que está em exibição permanente ao redor do campo do M&T Bank Stadium. O anel atualmente honra o seguinte, incluindo 8 ex-membros do Baltimore Colts. Bold Numbers são aqueles cujos números não foram emitidos ou reeditados após o tempo de um jogador em Baltimore:
| No. | Introdução      | Posições      | Temporadas em Baltimore | Data de Introdução     | Conquistas em Baltimore                                                      |
| 21  | Earnest Byner   | RB, treinador | 1996–2003 (8)           | 26 de Novembro de 2000 | O "empate entre duas cidades"                                                |
| 19  | Johnny Unitas   | QB            | 1956–1972(17)           | 20 de Outubro de 2002  | 10 Pro Bowl, 7 All-Pro, 4× MVP da NFL                                        |
| 24  | Lenny Moore     | HB            | 1956–1967(12)           | 20 de Outubro de 2002  | 7 Pro Bowl, 7 All-Pro                                                        |
| 70  | Art Donovan     | DT            | 1953–1961 (9)           | 20 de Outubro de 2002  | 5 Pro Bowl, 4 All-Pro                                                        |
| 77  | Jim Parker      | OL            | 1957–1967 (11)          | 20 de Outubro de 2002  | 8 Pro Bowl, 10 All-Pro                                                       |
| 82  | Raymond Berry   | WR            | 1955–1967(13)           | 20 de Outubro de 2002  | 6 Pro Bowl, 5 All-Pro                                                        |
| 83  | Ted Hendricks   | LB            | 1969–1973 (5)           | 20 de Outubro de 2002  | 3 Pro Bowl, 3 All-Pro                                                        |
| 88  | John Mackey     | TE            | 1963–1971 (9)           | 20 de Outubro de 2002  | 5 Pro Bowl, 3 All-Pro                                                        |
| 89  | Gino Marchetti  | DE            | 1953–1966(14)           | 20 de Outubro de 2002  | 11 Pro Bowl, 10 All-Pro                                                      |
| —   | Art Modell      | Dono          | 1996–2003 (8)           | 3 de Janeiro de 2004   | Retornou a NFL para Baltimore                                                |
| 99  | Michael McCrary | DE            | 1997–2002 (6)           | 4 de Outubro de 2004   | 2 Pro Bowl, 1 All-Pro                                                        |
| 58  | Peter Boulware  | LB            | 1997–2005 (9)           | 5 de Novembro de 2006  | 4 Pro Bowl, 1 All-Pro, Novato Defensivo do Ano                               |
| 75  | Jonathan Ogden  | OT            | 1996–2007(12)           | 26 de Outubro de 2008  | 11 Pro Bowl, 9 All-Pro                                                       |
| 3   | Matt Stover     | PK            | 1996–2008(13)           | 20 de Novembro de 2011 | 1 Pro Bowl, 1 All-Pro                                                        |
| 31  | Jamal Lewis     | RB            | 2000–2006 (7)           | 27 de Setembro de 2012 | 1 Pro Bowl, 1 All-Pro, Jogador Ofensivo do Ano, Clube das 2,000-jardas       |
| 52  | Ray Lewis       | LB            | 1996–2012(17)           | 22 de Setembro de 2013 | 13 Pro Bowl, 10 All-Pro, 2× Jogador Defensivo do Ano, MVP do Super Bowl XXXV |
| 86  | Todd Heap       | TE            | 2001–2010(10)           | 28 de Setembro de 2014 | 2 Pro Bowl, 1 All-Pro                                                        |
| 20  | Ed Reed         | FS            | 2002–2012 (11)          | 22 de Novembro de 2015 | 9 Pro Bowl, 8 All-Pro, Jogador Defensivo do Ano                              |

## Mídias
As principais estações de rádio dos Ravens são a WIYY (98 Rock) e a WBAL 1090 AM, de Hearst, com Gerry Sandusky (WBC-Sports Anchor desde 1988) como o locutor e os analistas Dennis Pitta (TE de Baltimore Ravens 2010– 2016) e Jarret Johnson (LB de Baltimore Ravens 2003-2011).
A principal estação da equipe é a WBIY, uma estação irmã da WILY / WBAL, que transmite jogos de pré-temporada e durante toda a temporada. A programação é distribuída para a WJLA-TV em Washington, WGAL no mercado de Harrisburg-Lebanon-York-Lancaster, Pensilvânia, e até 2017, foi realizado o restante da região da equipe pela CSN Mid-Atlantic. Em janeiro de 2017, os Ravens anunciaram que haviam cortado os laços com a CSN Mid-Atlantic, já que a rede estava cortando sua cobertura diária de outras equipes na região, a fim de se concentrar mais extensamente nas capitais, cujos jogos são transmitidos pela CSN Mid-Atlantic. A equipe anunciou que buscaria um novo parceiro; até 2010, esses direitos eram detidos pela MASN.
Os jogos da temporada regular de Ravens são normalmente transmitidos pela WJZ-TV como parte dos direitos da CBS à AFC, mas os jogos podem ocasionalmente ser transmitidos no WBAL (Sunday Night Football e simulcasts de jogos a cabo) ou WBFF-TV (também na quinta-feira à noite).

### Radio
| Cidade           | Frequencia              | Sinal de chamada     |
| ---------------- | ----------------------- | -------------------- |
| Annapolis        | 1430 AM                 | WNAV                 |
| Baltimore        | 1090 AM & 97.9 FM       | WBAL & WIYY          |
| Cambridge        | 1240 AM & 106.3 FM      | WCEM & WCEM-FM       |
| Cumberland       | 107.1 FM                | WCBC-FM              |
| Georgetown       | 93.5 FM                 | WZBH                 |
| Hagerstown       | 1490 AM                 | WARK                 |
| Lexington Park   | 97.7 FM                 | WMDM                 |
| Martinsburg      | 1340 AM                 | WEPM                 |
| Salisbury        | 92.5 FM                 | WNKZ-FM              |
| Strasburg        | 104.9 FM                | WZFC                 |
| Thurmont         | 1450 AM                 | WTHU                 |
| Washington, D.C. | 104.7 FM & 101.1 FM HD2 | W284CQ & WWDC-FM HD2 |
| Westminster      | 1470 AM                 | WTTR                 |
| Winchester       | 105.5 FM                | WXBN                 |
| York             | 910 AM                  | WSBA                 |